# Danuta Hübnerová
Danuta Maria Hübner (* 8. dubna 1948, Nisko, Polsko) je polská ekonomka, publicistka, vysokoškolská pedagožka a politička, bývalá členka Evropské komise.
V roce 1971 vystudovala ekonomiku na Varšavské ekonomické škole, kde také pracovala a stala se profesorkou. V letech 1970 až 1987 byla členkou Polské sjednocené dělnické strany.
V letech 2003 až 2004 působila jako polská ministryně pro evropské záležitosti. V roce 2004 se stala členkou Evropské komise v čele s Romanem Prodim zodpovědnou za oblast obchodu. V listopadu 2004 se stala členkou Evropské komise v čele s José Barrosem a jejím portfoliem byla regionální politika EU.

## Vyznamenání
- rytíř Řádu znovuzrozeného Polska – Polsko, 11. listopadu 1996[1]
- velkodůstojník Řádu za zásluhy – Portugalsko, 2. září 1997[2]
- důstojník Řádu čestné legie – Francie, 2014[3]